# Charles Camino
Pour les articles homonymes, voir Camino.
Charles Camino,  né le 4 mars 1824 à Saint-Étienne (Loire) et mort le 17 mars 1888 à Paris, est un peintre, aquarelliste et miniaturiste français.

## Biographie

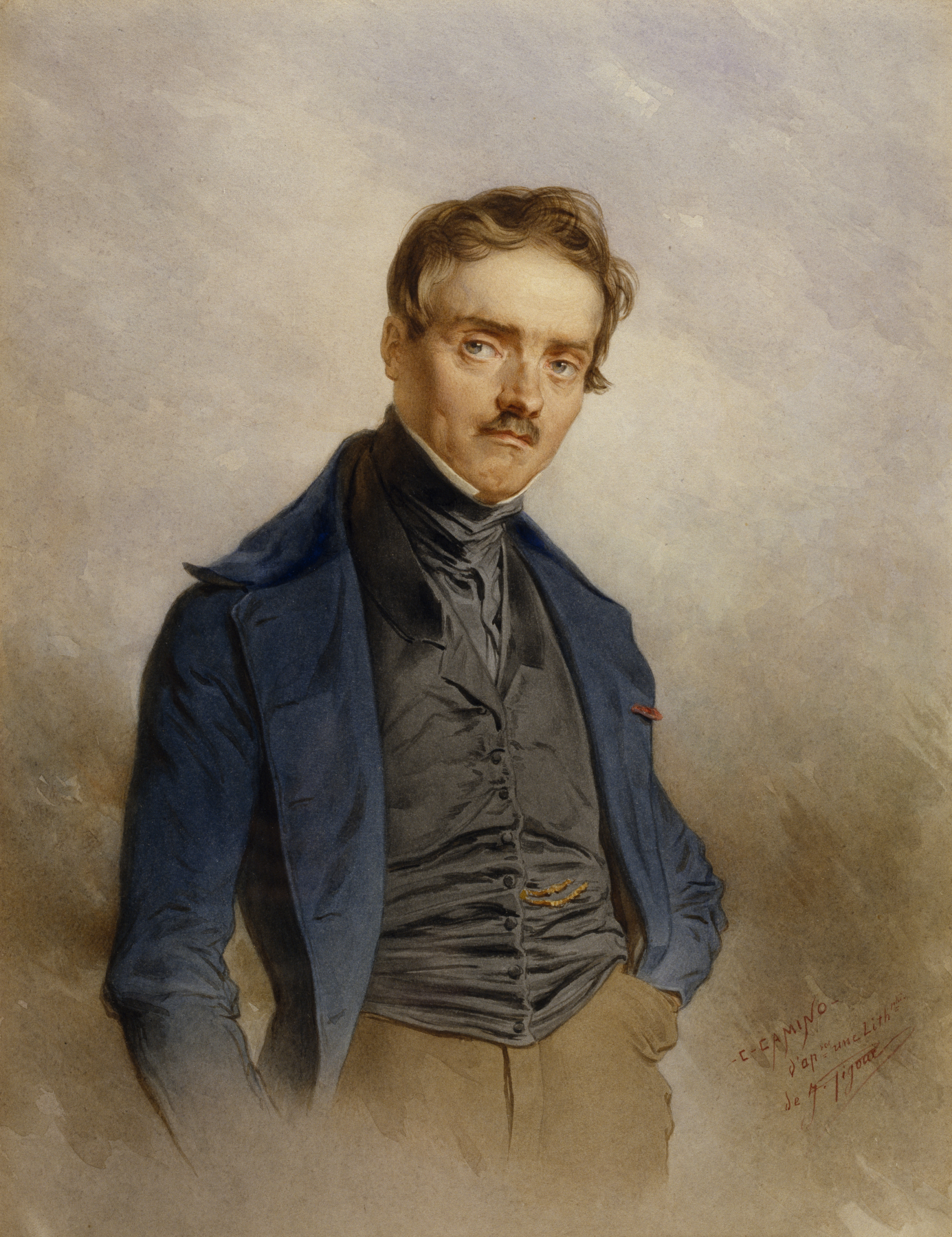
Antoine-Louis Barye, 1884.

Charles Camino, après des études à l'école de peinture de Dijon se rend à Paris en 1857. En 1854, il fait un voyage dans le sud-algérien avec le peintre Eugène Fromentin ; nombre de ses aquarelles sont des souvenirs de ce périple. Il expose cinq miniatures au salon de 1857 ; il est régulièrement présent au salon ensuite. Il obtient, en 1869, une médaille d'or.
En 1882, il ouvre une école de peinture consacrée à la miniature.
En 1887, il est promu officier d'Académie.

## Œuvres
Les œuvres de Charles Camino sont essentielles des miniatures et des aquarelles.
Dans un article de la Gazette des arts l'accueil des œuvres de l'artiste est plutôt positif : "M. Charles Camino a rapporté de l'Algérie et de l'Orient des études à l'aquarelle d'une tournure agréable : Un Homme du peuple à Tunis, des Marchands de paniers à Alger, un Juif à Constantinople. Le mouvement est juste, le dessin sans sécheresse, mais les tons sont un peu indécis. Decamps est le grand maître que nous lui conseillerons d'étudier. Les aquarelles de M. Camino, qui nous semblent supérieures à certains dessins pénibles et mesquins de maîtres en vogue à Paris, n'ont besoin que d'un peu plus d'éclat pour être complètes."

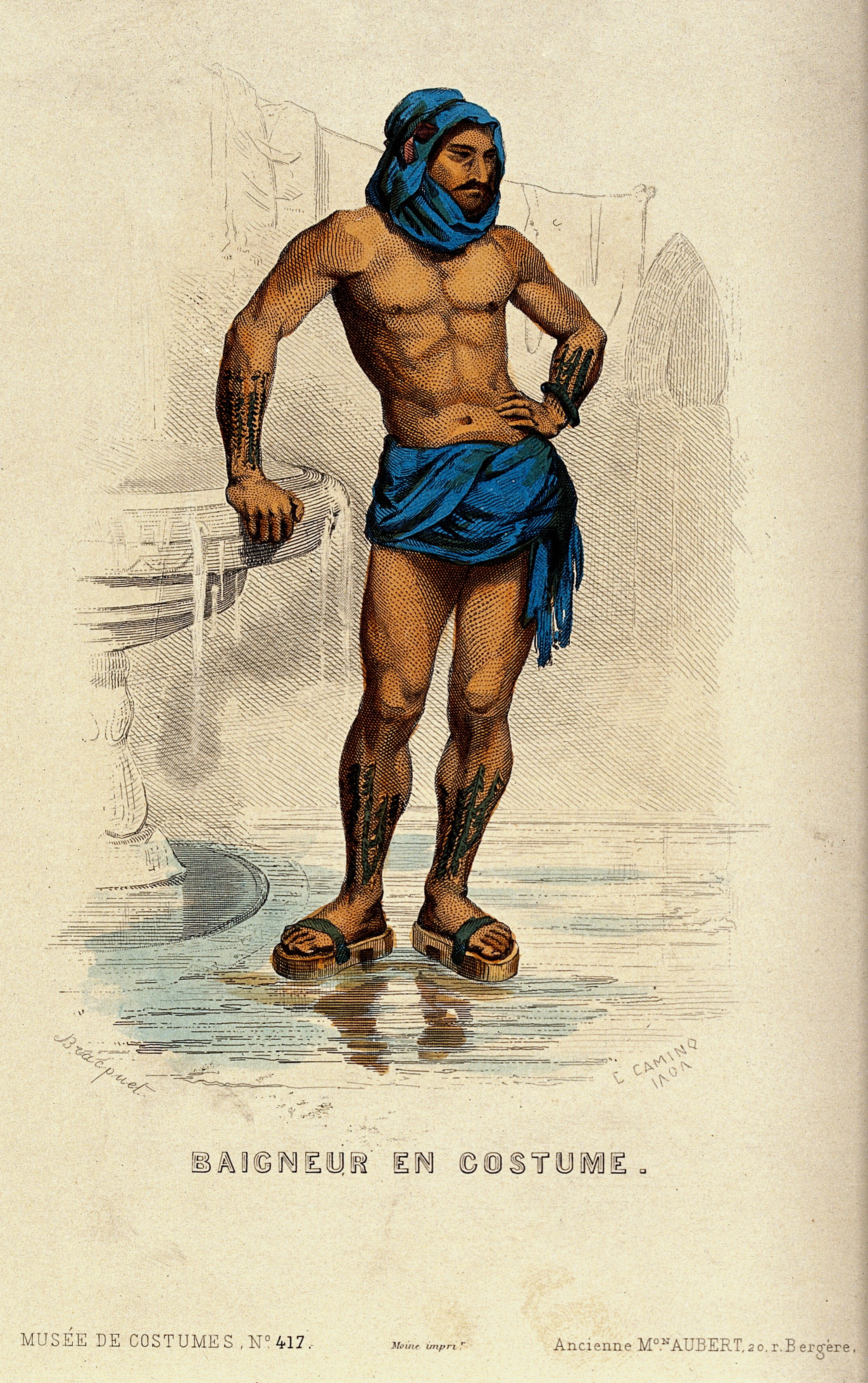
Baigneur en costume.

- Portrait de jeune femme blonde, en buste, la tête couverte d'une mantille, musée du Louvre, département des arts graphiques
- Cantatrice suédoise Christine Nilsson, miniature, vers 1870
- Cantatrice italienne Adelina Patti, miniature, vers 1870
- Jeune Femme de la famille de Brossin de Méré, miniature sur ivoire, 1887
- Portrait du général Pélissier, huile sur toile,
- Orientale à la fontaine, aquarelle
- Chemin en bord de mer en Afrique du Nord, aquarelle, 1882